# Casa Pladellorens
La Casa Pladellorens és una obra de Vilafranca del Penedès (Alt Penedès) protegida com a Bé Cultural d'Interès Local.

## Descripció
Es tracta d'un edifici aïllat amb un jardí de grans dimensions. L'immoble és de planta rectangular i es compon de planta baixa sobre aixecada, planta primera i sotacoberta. La coberta és a dues vessants. Té una terrassa perimetral amb barana de balustres.
Les façanes es componen sobre tres eixos verticals amb obertures d'arc rebaixat i ulls de bou al sota coberta. A la planta baixa trobem el portal central amb llinda i balconeres laterals. La primera planta presenta un balcó corregut de tres obertures i barana de gelosia amb gerros. Al sota coberta trobem un balcó central i tres ulls de bou composts amb el pinyó de coberta. El coronament és un ràfec perimetral amb carteles vistes. En un extrem del jardí hi ha una capella on s'hi venera a sant Antoni de Pàdua.